# Rhizoctonia quercus
Rhizoctonia quercus é uma espécie de fungo pertencente à família Ceratobasidiaceae.